# Asociación de Hispanistas Italianos

La Asociación de Hispanistas Italianos (en italiano: Associazione Ispanisti Italiani) (AISPI) es una organización fundada en 1973 en Italia, su residencia actual se encuentra en la ciudad de Roma, y forma parte del Instituto Cervantes. El objetivo principal de esta asociación es promover la cultura hispánica en Italia, a través del estudio de la lengua castellana y de la literatura española e hispanoamericana.
Por vinculación dinástica, Italia también formó parte del Imperio español, ya que varios de los antiguos Estados italianos preunitarios estuvieron bajo dominio de la Monarquía Hispánica, como el Reino de Nápoles, el Reino de Sicilia, el Ducado de Milán, los Presidios de Toscana y el Reino de Cerdeña insular. Lingüísticamente no hubo grandes aportes hispánicos relativos a esta época en Italia, aunque es posible encontrar algunos específicos castellanismos en diferentes dialectos y lenguas de Italia, así como en el mismo italiano, pero no debemos olvidar que también los italianismos (tanto provenientes de las lenguas italianas regionales como del italiano normativo) han aportado voces al castellano, sobre todo a partir del Renacimiento.
Los hablantes nativos de español, en Italia, constituyen una importante comunidad de emigrantes de 
países hispanohablantes, que suman unas 600 000 personas, principalmente de Perú (256 208 peruanos). También se estima que podría haber unos 136 000 ecuatorianos. Menos importante es la presencia de 22 262 españoles, 11 239 argentinos, 5 485 mexicanos y 4 138 chilenos. En comunidades culturales hispanas menores a 4 000 individuos predominan los venezolanos, colombianos, dominicanos, puertorriqueños, paraguayos y bolivianos.
La educación, en Italia, promueve el aprendizaje de hasta cuatro idiomas, en función del itinerario que cada alumno escoja (normalmente inglés, francés, alemán y español). De este modo, el estudio del español como lengua extranjera se encuentra en plena expansión y, en el curso 2004/2005, el número de estudiantes italianos que escogieron el español fue de 64 575.